# Ancherythroculter lini
Ancherythroculter lini är en fiskart som beskrevs av Luo, 1994. Ancherythroculter lini ingår i släktet Ancherythroculter och familjen karpfiskar. Inga underarter finns listade i Catalogue of Life.